# Air Siam
Air Siam (offiziell Air Siam Air Company) war eine international tätige thailändische Linienfluggesellschaft, die ihren Betrieb im Januar 1977 eingestellt hat.

## Geschichte

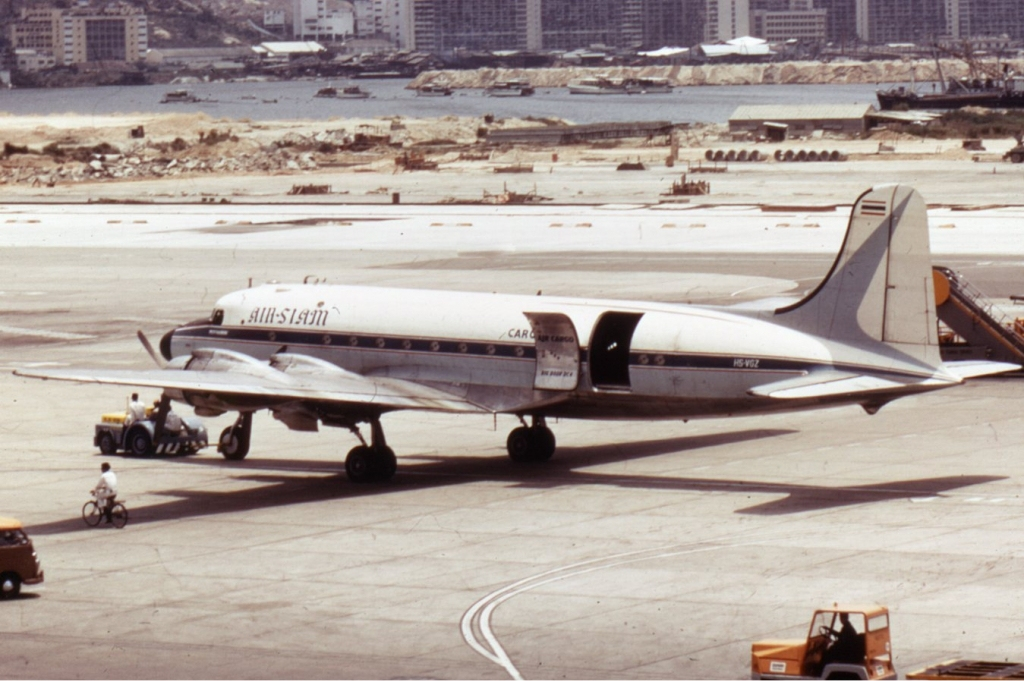
Die Betriebsaufnahme erfolgte 1970 mit Frachtflugzeugen des Typs Douglas C-54.

Air Siam wurde am 15. September 1965 unter dem Namen Varan-Air-Siam vom thailändischen Prinz Varananda Dhavaj gegründet, der 90 Prozent der Gesellschaftsanteile hielt. Erst nachdem die US-amerikanische Overseas National Airways (ONA) dem Unternehmen ab 1969 organisatorische Unterstützung leistete, wurde der Betrieb im Februar 1970 mit Kolbenmotorflugzeugen des Typs Douglas C-54 aufgenommen. Diese kamen auf planmäßigen Frachtflügen von Bangkok nach Hongkong zum Einsatz. Im selben Jahr erhielt Air Siam Streckenrechte für Linienflüge von Bangkok nach Los Angeles. Der Routenverlauf führte über Hongkong, Tokio und Honolulu. Weil die Gesellschaft keine eigenen Langstreckenflugzeuge besaß, setzte ONA ab März 1971 eine Douglas DC-8-63CF im Wet-Lease für Air Siam auf der neu eröffneten Strecke ein. Die Verbindung in die USA wurde am 15. Januar 1972 wegen zu niedriger Auslastung aufgegeben. Parallel dazu stellte Air Siam den Flugbetrieb komplett ein.
Die erneute Aufnahme von Linienflügen nach Hongkong erfolgte im Sommer 1972 mit einer geleasten BAC 1-11. Mit einer gemieteten Boeing 707 wurde ab Dezember 1972 auch Tokio wieder angeflogen. Ab September 1973 setzte Air Siam eine langfristig von Aer Lingus geleaste Boeing 747-100 auf drei wöchentlichen Flügen von Bangkok über Tokio nach Honolulu ein. Im Geschäftsjahr 1973 befördertete das Unternehmen 116.000 Passagiere und erwirtschaftete einen Gewinn in Höhe von 228.000 US-Dollar.
Anfang 1974 bestand die Flotte aus einer Boeing 747 und zwei Boeing 707. Als Ersatz für diese Flugzeuge bestellte die Gesellschaft zwei Airbus A300B4 sowie eine McDonnell Douglas DC-10-30. Übergangsweise mietete Air Siam ab dem 17. Oktober 1974 einen Airbus A300B2 vom Hersteller und wurde dadurch nach Air France zum weltweit zweiten Betreiber dieser Großraumflugzeuge. Am 25. November 1974 übernahm die Gesellschaft eine geleaste werksneue McDonnell Douglas DC-10, mit der ab Anfang Dezember 1974 erneut Los Angeles angeflogen wurde. Air Siam war somit die erste Fluggesellschaft, die zwei-, drei- und vierstrahlige Großraumflugzeuge gleichzeitig betrieb. Im Frühjahr 1975 plante das Unternehmen Linienflüge von Bangkok über Athen nach Frankfurt am Main sowie über Singapur nach Melbourne einzurichten. Hierzu strebte die Gesellschaft im Jahr 1976 eine Zusammenarbeit mit Air Ceylon an, mit der bereits eine technische Kooperation bestand.
Air Siam machte im Herbst 1976 einen durchschnittlichen Verlust in Höhe von rund 2,5 Millionen US-Dollar pro Monat und geriet mit den Leasingraten ihrer zwei Flugzeuge in Verzug. Die McDonnell Douglas DC-10 wurde am 10. November 1976 an den Hersteller zurückgegeben und der Flugbetrieb Anfang Dezember 1976 eingestellt. Mit der letzten verbliebenen Maschine, einer von KLM geleasten Boeing 747-200, erfolgten ab dem 5. Januar 1977 kurzzeitig erneut Flüge von Bangkok über Tokio nach Honolulu. Die finanzielle Situation führte schließlich Mitte Januar 1977 zur endgültigen Betriebseinstellung und Anfang Februar 1977 zum Entzug der Betriebsgenehmigung sowie zum Konkurs des Unternehmens.

## Flotte

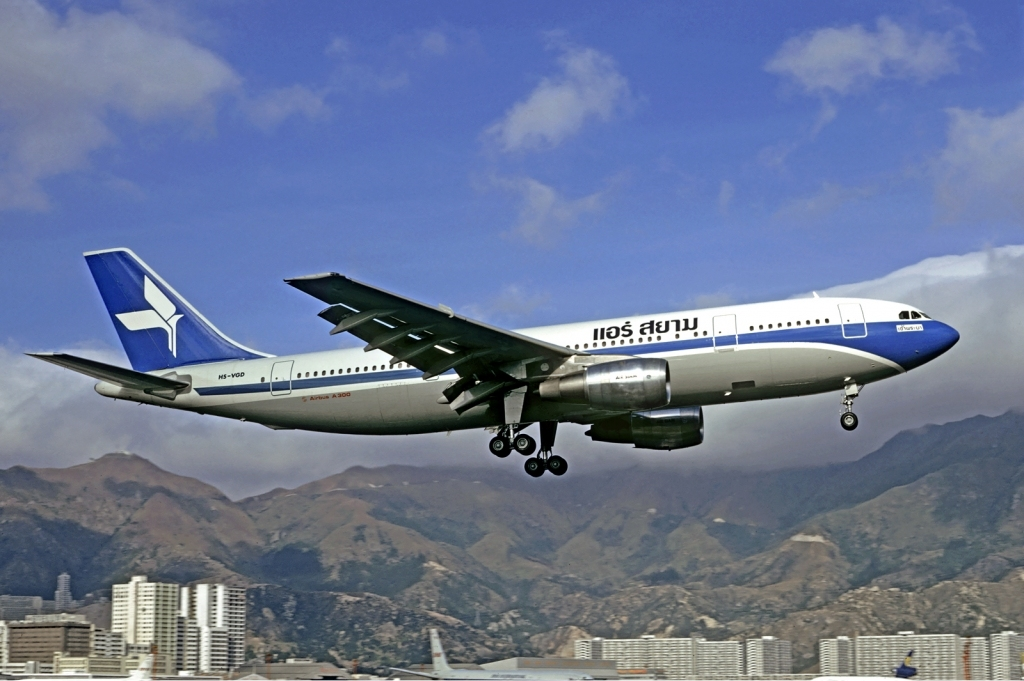
Air Siam übernahm einen geleasten Airbus A300 am 17. Oktober 1974 für ein Jahr vom Hersteller. Die Bestellung ihrer zwei Maschinen dieses Typs stornierte sie.

Im Lauf ihrer Geschichte betrieb die Gesellschaft insgesamt zwölf Flugzeuge:
| Flugzeugtyp                | Kennzeichen | cn/sn     | Einsatzdauer | Zusatzinformationen                                             |
| -------------------------- | ----------- | --------- | ------------ | --------------------------------------------------------------- |
| Airbus A300B2-1C           | HS-VGD      | 008       | 1974–1975    | geleast vom Hersteller                                          |
| BAC 111-416EK              | 9V-BEV      | 166       | 1972–1973    | geleast                                                         |
| Boeing 707-131             | HS-VGA      | 17666/32  | 1972–1973    | geleast von Trans World Airlines                                |
| Boeing 707-131             | HS-VGC      | 17663     | 1973–1975    | geleast von Israel Aircraft Industries                          |
| Boeing 747-148             | HS-VGB      | 19744/84  | 1973–1976    | geleast von Aer Lingus                                          |
| Boeing 747-148             | HS-VGF      | 19745/108 | 1975         | geleast von Aer Lingus                                          |
| Boeing 747-206B            | HS-VGG      | 20399/156 | 1976–1977    | geleast von KLM, letztes Flugzeug bei Betriebseinstellung       |
| Douglas C-54A              | HS-VGX      | 7466      | 1970–1974    | genutzt für Frachtflüge                                         |
| Douglas C-54B              | HS-VGY      | 27245     | 1970–1972    | genutzt für Frachtflüge                                         |
| Douglas DC-4-1009          | HS-VGZ      | 42922     | 1970–1973    | genutzt für Frachtflüge                                         |
| Douglas DC-8-63CF          | N863F       | 46001     | 1971–1972    | geleast von Overseas National Airways, erstes Passagierflugzeug |
| McDonnell Douglas DC-10-30 | HS-VGE      | 47887/125 | 1974–1976    | geleast vom Hersteller                                          |